# Cafe Racer
Ein Café Racer (auch Caff- oder Cafe-Racer) war ursprünglich ein rennsportlich umgebautes englisches Serienmotorrad hauptsächlich der späten 1950er und frühen 1960er Jahre. Diese Maschinen standen seinerzeit teilweise im Mittelpunkt einer arbeiterjugendlich dominierten Subkultur.
Heute wird der Begriff vorwiegend für Custombikes verwendet, die funktionalistisch reduzierend mit niedrig montierten schmalen Lenkern und Einzelsitzen, meist mit Höcker, umgebaut oder auch ab Werk so ausgestattet wurden.

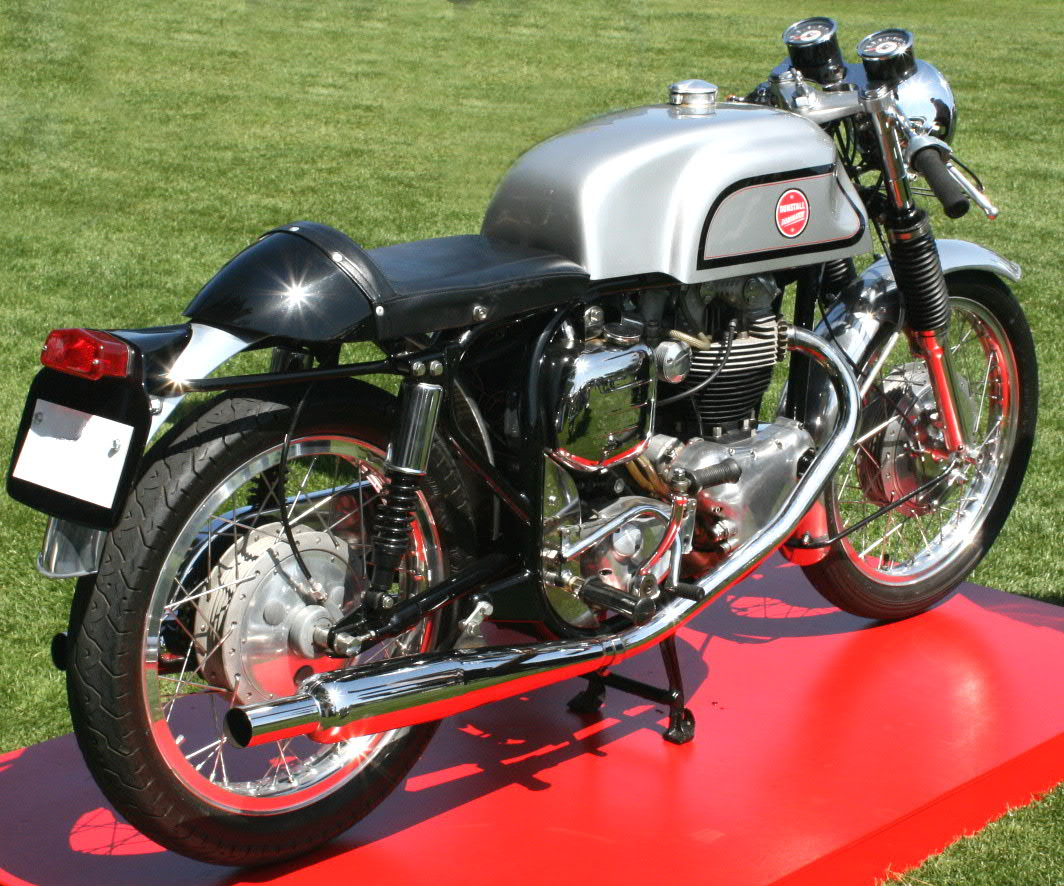
Dunstall-Norton Dominator (1965)

## Historie und Szene

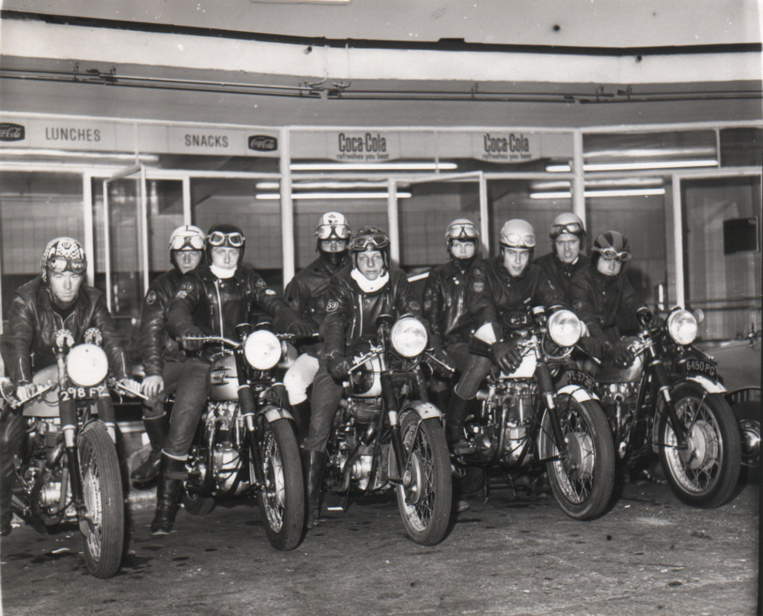
1960er Rocker vor dem Busy Bee in Watford

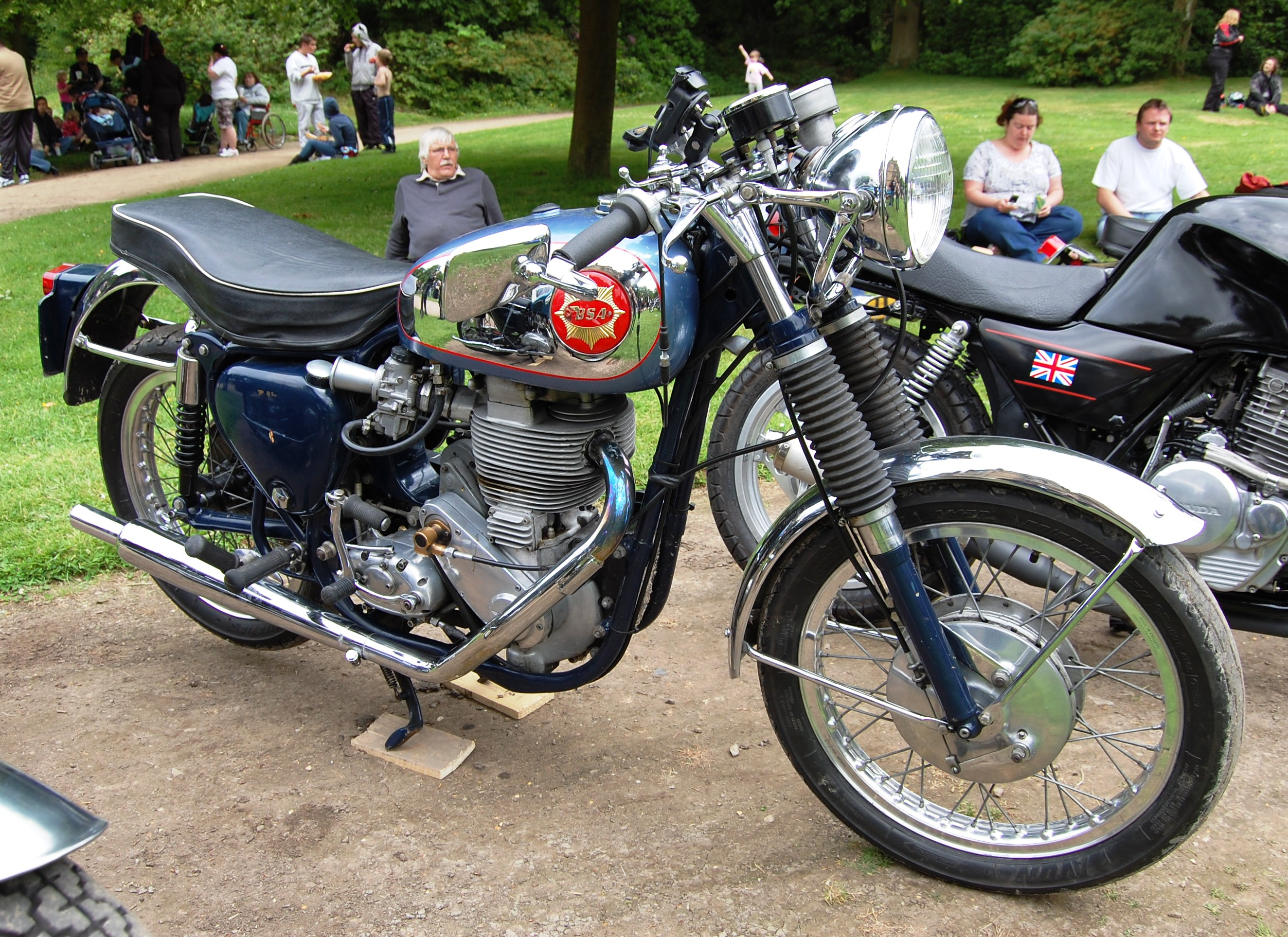
BSA Gold Star Clubman (1956)

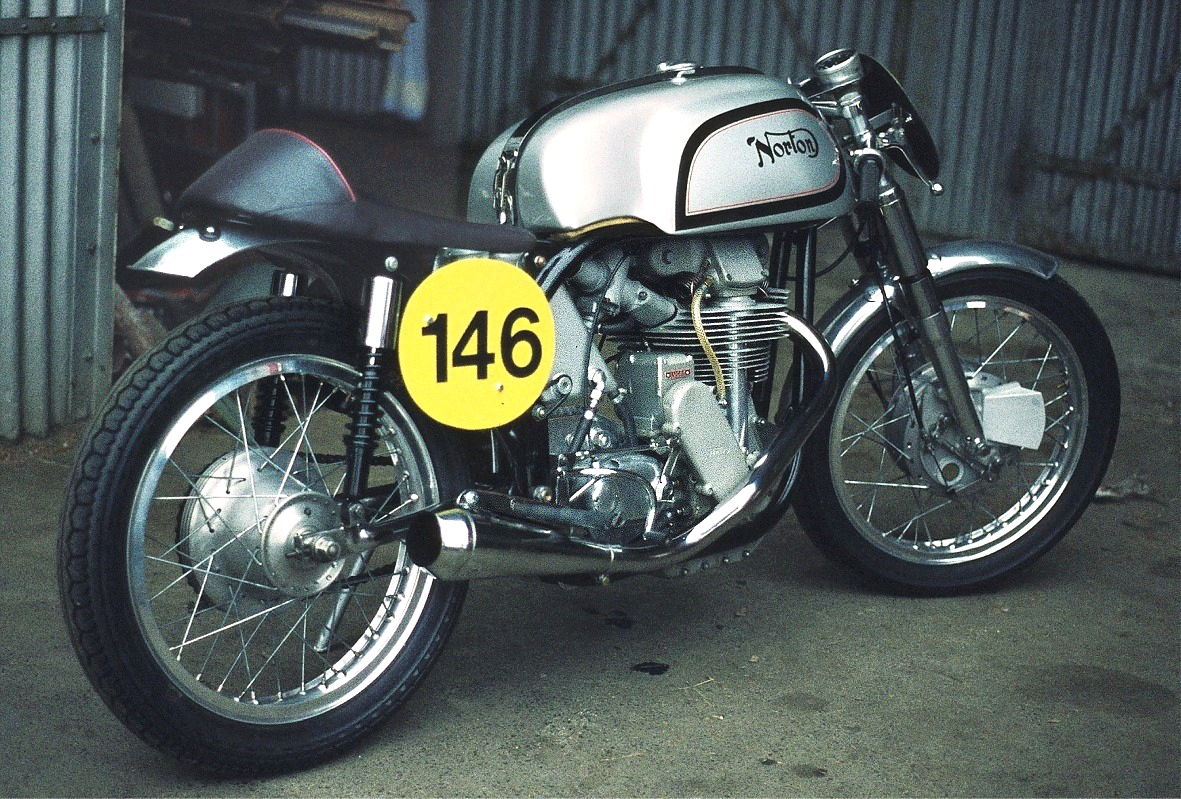
Norton Manx von 1954

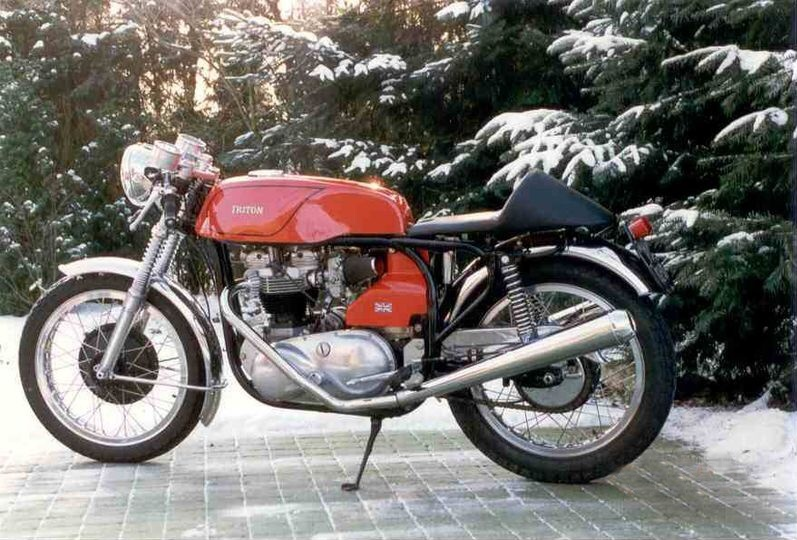
Triton (Slimline-Federbettrahmen)

Namensgebend war das Treffen der Rocker der frühen 1960er Jahre in den Cafés der Vororte der Großstädte, wie dem legendären Ace Cafe in London. Von hier aus machten die Rocker die Straßen der Umgebung unsicher, was für die damalige Arbeiterjugend auch Rebellion gegen vorhandene Gesellschaftsnormen symbolisierte. Solche Transport Cafes wurden im Slang auch Caffs genannt, was sich teilweise auch auf die englische Aussprache des Café-Racer-Begriffs übertrug.
Das Motorrad war prägendes Szeneelement und wurde individuell verändert und umgebaut. Für das, was am Ende der Umbaumaßnahmen herauskam, wurde später der Begriff Café Racer geprägt. Die Motoren solcherart mit Stummellenkern, offenen Schalldämpfern und Ansaugtrichtern sportlich ausgerüsteten Maschinen wurden zumeist „frisiert“, um Höchstgeschwindigkeiten von über 100 Meilen pro Stunde (the ton), entsprechend 160 Kilometern pro Stunde, anzustreben und sich damit zuweilen auch in illegale Straßenrennen einzulassen. Eine der berühmt-berüchtigtsten Strecken für derlei halbstarke Mutproben führte vom Ace Cafe zum nächsten Kreisverkehr und wieder zurück; wobei einer umstrittenen Legende nach die als Record Race paraphrasierte Renndistanz nach Möglichkeit zurückgelegt sein sollte, ehe die zum Rennstart in der Jukebox angewählte Single-Schallplatte zu Ende abgespielt war.
Das Hauptanliegen für derartige Umbauten waren aber nicht die illegalen Rasereien, sondern die Möglichkeit, zur Teilnahme an offiziellen Clubsportrennen mit den möglichst kostengünstig um- und aufgerüsteten und zunächst vorwiegend einzylindrigen Serienmaschinen auf eigener Achse zur Rennstrecke fahren zu können, was mitunter aber auch in solcherlei abendlichen oder nächtlichen Angebereien vor den rund um die Uhr geöffneten Fernfahrercafés, wie beispielsweise dem Ace oder dem 25 Kilometer davon entfernten Busy Bee in Watford, ausarten konnte. Solche Truckerkneipen hatten zwar meist keinen Alkoholausschank, dafür aber auch keine Sperrstunde, wie sonst alle englischen Pubs.
Vorbilder für die Umbauten der Serienmotorräder waren die damals aktuellen Rennmaschinen der Tourist Trophy auf der Isle of Man, wie beispielsweise die Norton Manx. Gebräuchlich waren englische Motorräder, zum Beispiel von BSA, Matchless, oder Triumph, mit ein- bis zweizylindrigen Motoren, die oftmals aus Kostengründen als Basis dienten. Renntanks aus meist poliertem Aluminium, Stummellenker, Einzelsitzbänke und demontierte Rückspiegel waren typische Merkmale. Einer der ersten und wichtigsten Anbieter für solche Umrüst- und Zubehörteile war der Londoner Rennfahrer Paul Dunstall. Bemerkenswert waren auch sogenannte Tritons, die aus preisgünstigen, aber leistungsstarken Triumph-Motoren und den hochwertigen Norton-„Federbett“-Rennrahmen zusammengestellt wurden, wohingegen die als Norvin bezeichneten Kombinationen exklusive Vincent-V2-Motoren mit diesen Norton-Fahrwerken vereinten.

## Café-Racer- und Clubmansport-Retrowellen

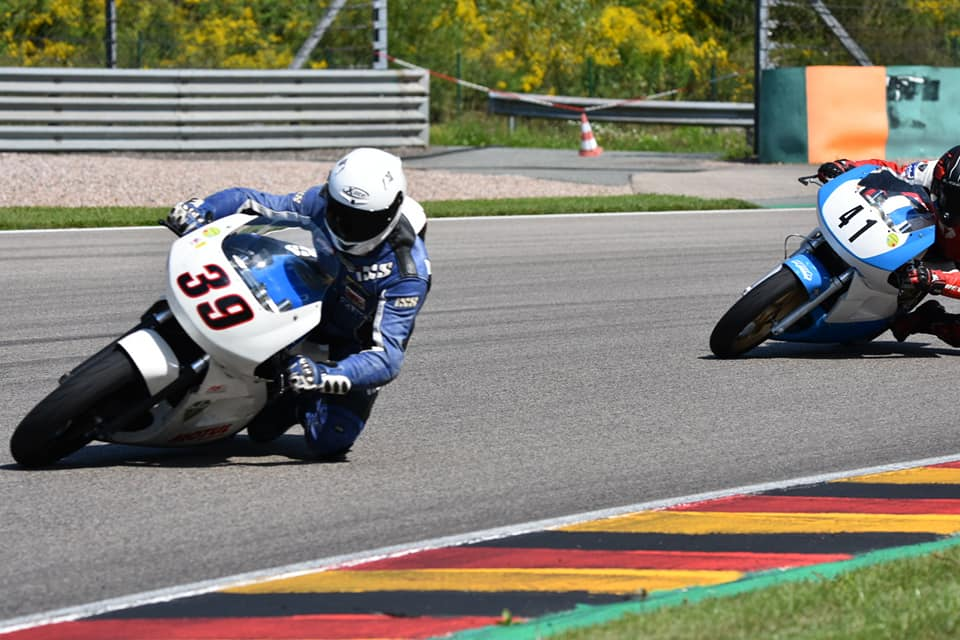
Clubsportrennszene auf Cafe-Racer-Basis (MZ-Cup, Sachsenring)

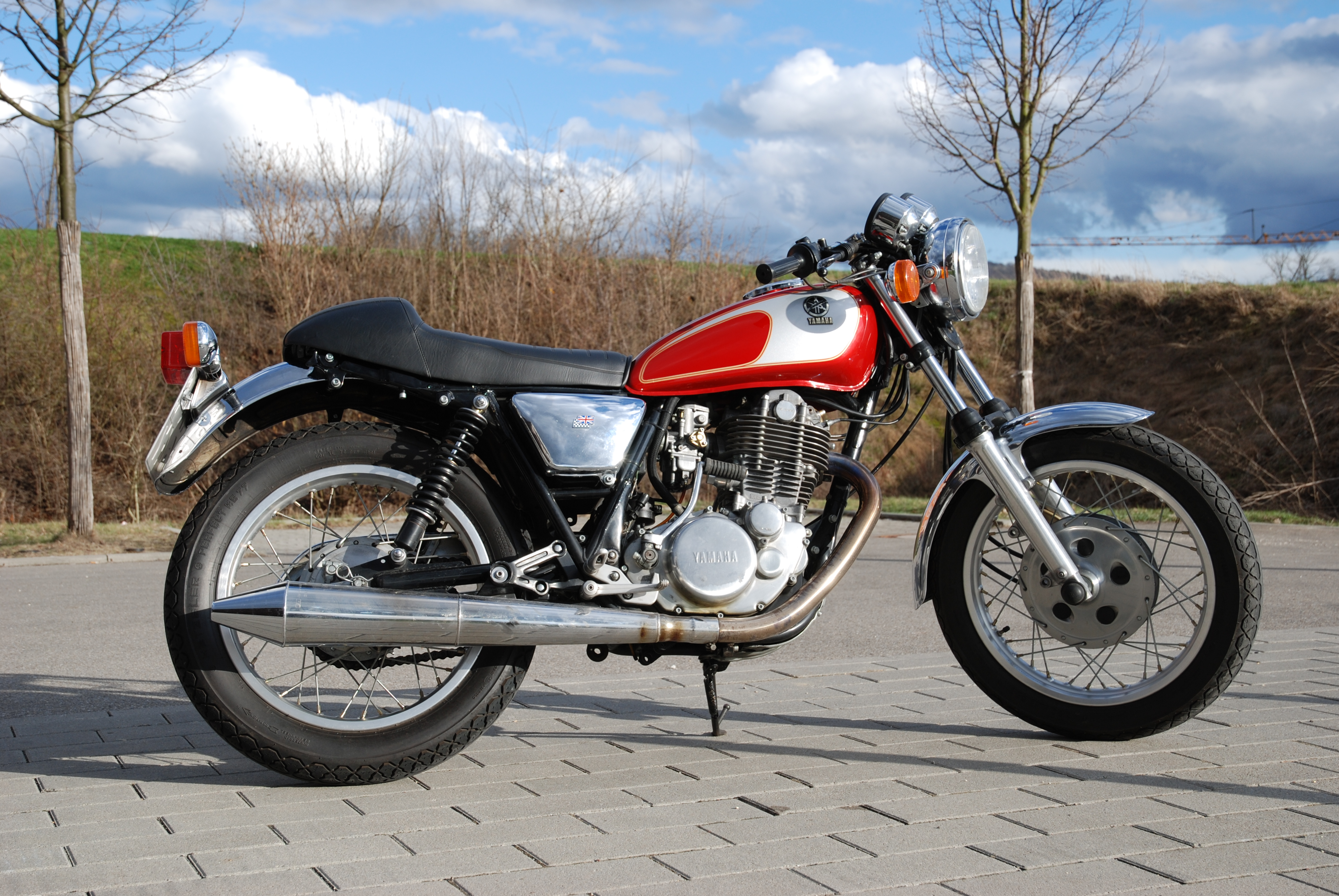
Yamaha SR 500 (CR-Umbau)

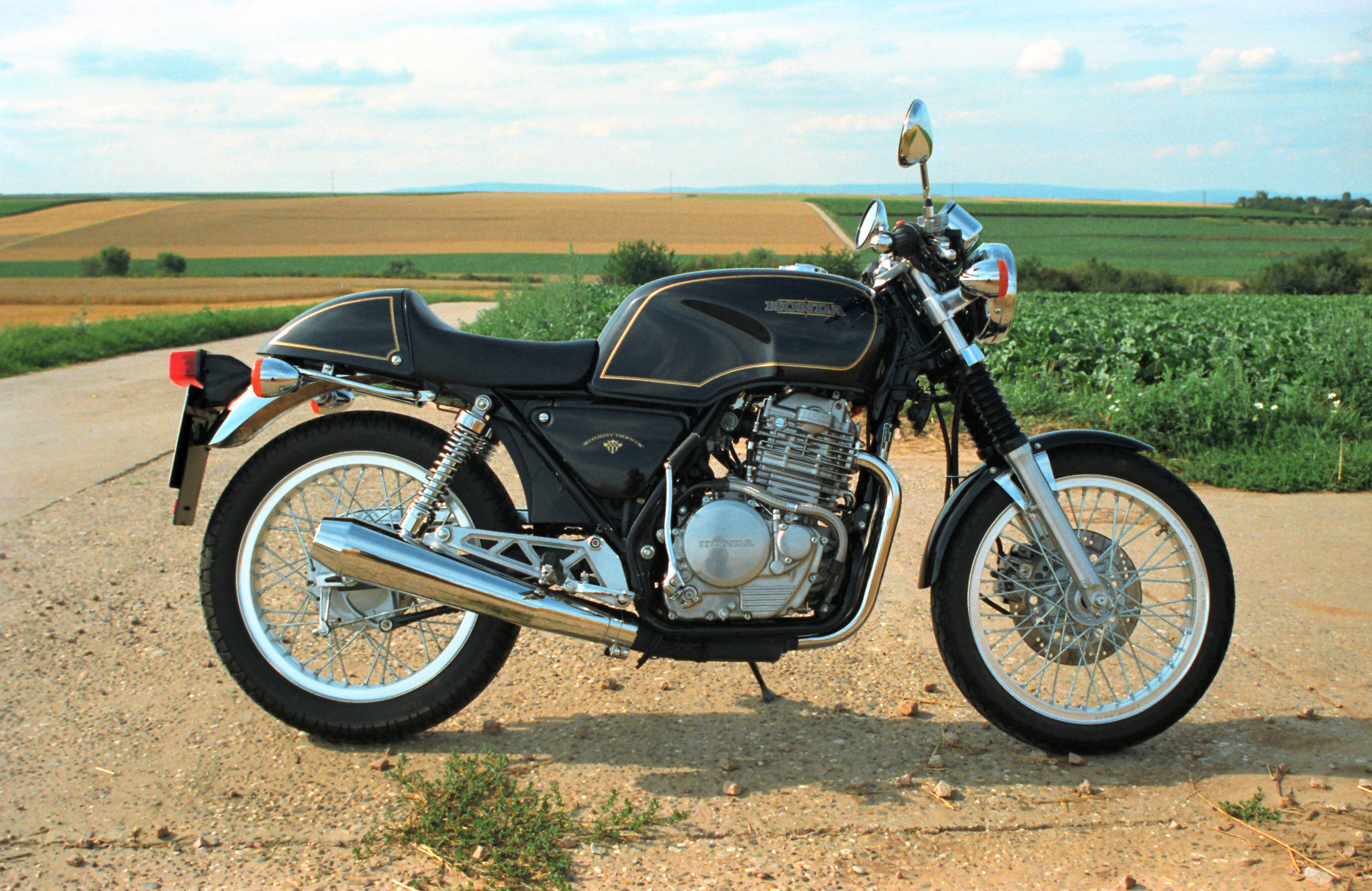
Honda GB 500 Clubman (1985)

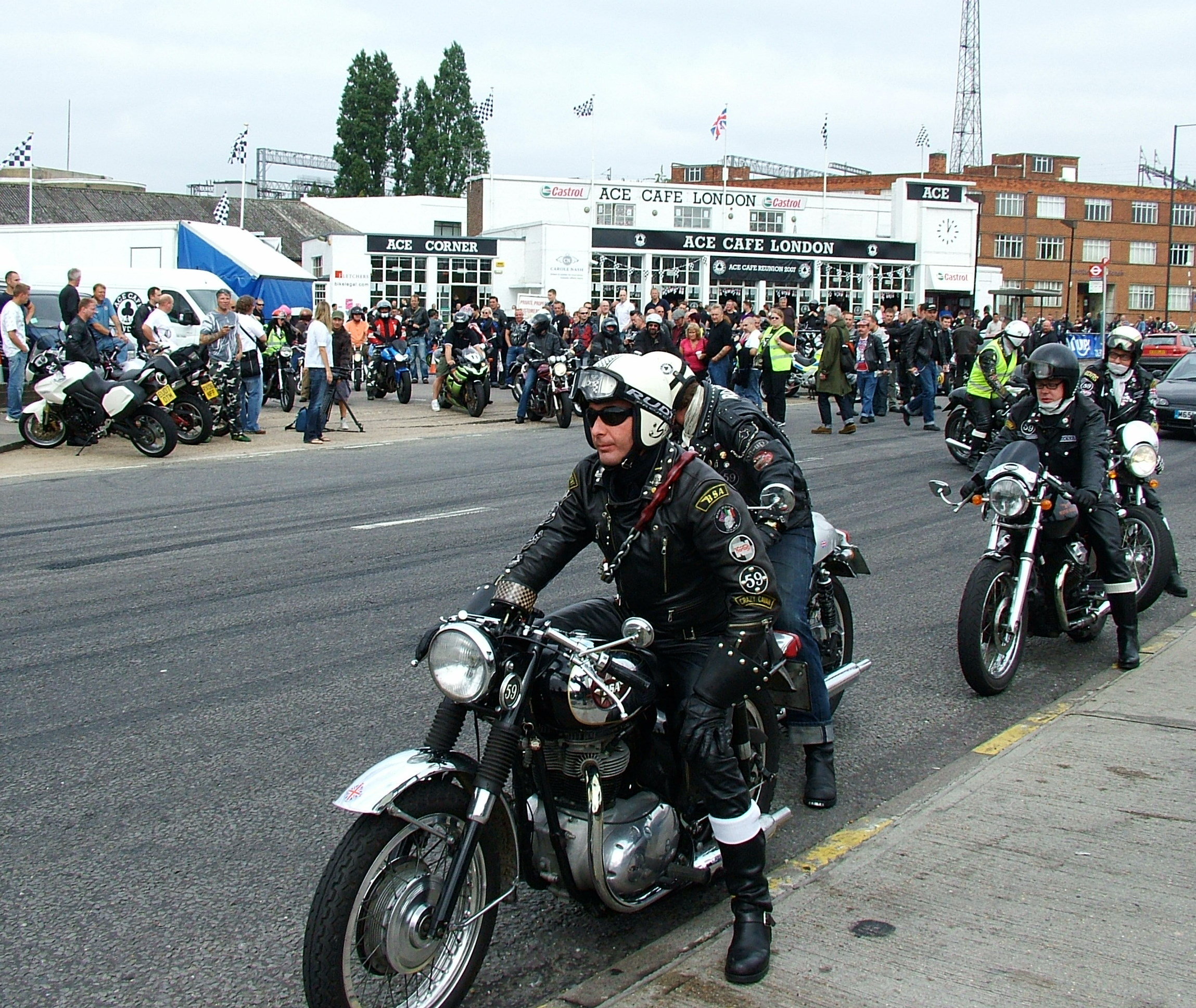
Retro-Rocker Reunion, 2007 vor dem 1997 wiedereröffneten Ace Cafe

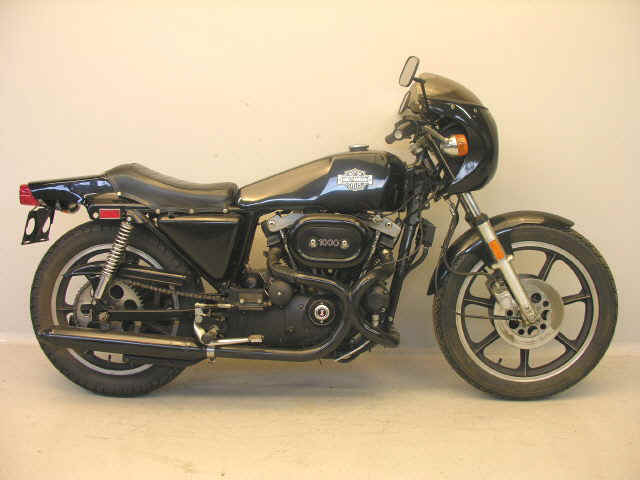
Harley-Davidson XLCR 1000 Sportster Cafe Racer (1977–1978)

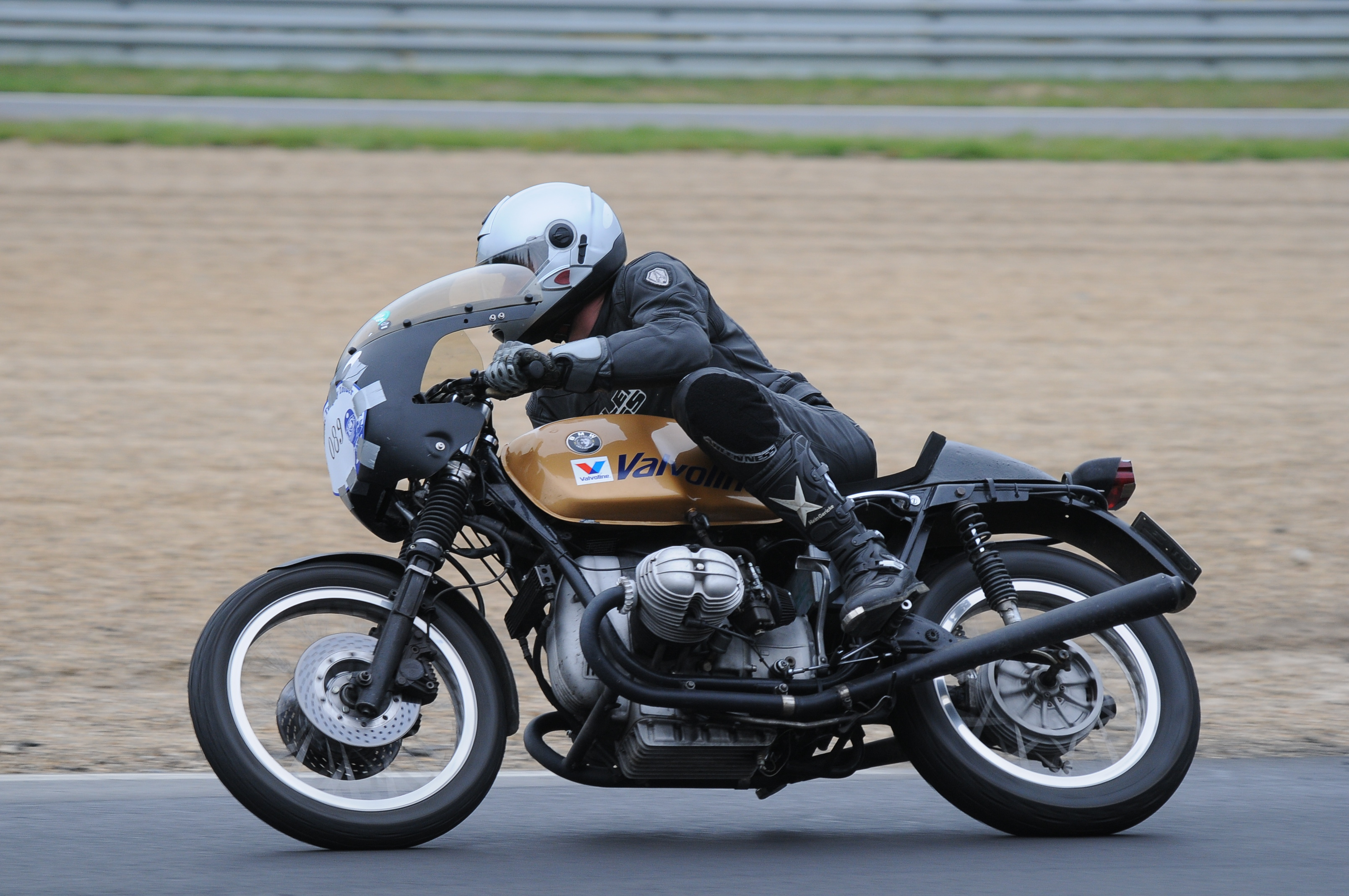
70er-Jahre-Straßen-BMW auf der Rennstrecke (Zolder 2008)

Nachdem sowohl im Rennsport als auch im Serienmotorradbau die bis dahin erfolgreichen Einzylinder-Viertaktmotoren in den 1960er Jahren von Vierzylindern und Zweitaktern zunehmend verdrängt wurden, setzte bereits Ende der 1970er Jahre, insbesondere mit der Vorstellung der Yamaha SR 500, eine Retrowelle großvolumiger Einzylinder ein, bei der die Norton Manx erneut als Referenz, Archetyp oder Blaupause für sogenannte Poor-man’s-Manx-Café-Racer galt. Seit Ende der 1980er Jahre wird auch immer wieder versucht, finanziell schwer realisierbare Wünsche nach aktiver Rennteilnahme mit einer Norton Manx durch einfachere Mittel zu kompensieren. Zum Beispiel mit der 1988 initiierten Rennserie Sound of Singles oder mit dem 1997 gestarteten MZ-Cup, der in der Fachpresse augenzwinkernd mit „Einmal Norton Manx für Arme“ kommentiert wurde.
Ab Mitte der 1980er Jahre, nach dem Niedergang der britischen Motorradindustrie, wurde die inzwischen als „Stil“ bezeichnete Café-Racer-Ästhetik auch von internationalen Motorradherstellern erstmals aufgegriffen. Als einer der ersten Retro-Café-Racer „von der Stange“ gilt in Deutschland die Honda GB 500 Clubman, die sich nicht nur dem Namen nach auf das in den Clubman-Rennklassen der Isle of Man TT in den 1940er und 1950er Jahren dominierende Superbike, die BSA DBD34 Gold Star Clubman bezog, die damals schon als exklusives Fertigprodukt der selber schraubenden Arbeiterjugend zum Vorbild für ihre Do-it-yourself-Renner diente.
Heutzutage befassen sich weltweit zahlreiche Print- und Onlinemagazine, ebenso wie viele professionelle Fahrzeugveredler (Customizer) und Zubehöranbieter, wieder mit dem Retro-Thema Café Racer. Kleinere Rennveranstalter, wie beispielsweise Grab the Flag, Built not Bought, Moto Trophy, oder eben der MZ-Cup, bieten seit geraumer Zeit nicht nur in Deutschland auch wieder passende Low-Budget-Clubsport-Rennserien für die Do-it-yourself-affine Café-Racer-Szene an.
Seit der Wiedereröffnung des Ace Cafe 2001 in London, das mittlerweile Ableger in Kuala Lumpur, Lahti, Luzern und New Hope hat, trifft sich die Szene einmal jährlich dort zum Ace Day.
Die unverkleideten Streetfighter könnten als moderne Nachfahren der Café Racer gesehen werden. Wesentlicher Unterschied zu ihren historischen Do-it-yourself-Vorläufern ist, dass hier meist hubraumstarke moderne Superbikes, deren Verkleidungsteile, häufig infolge von Stürzen, entfernt und nicht wieder angebaut wurden, als Custombike-Basis dienen.

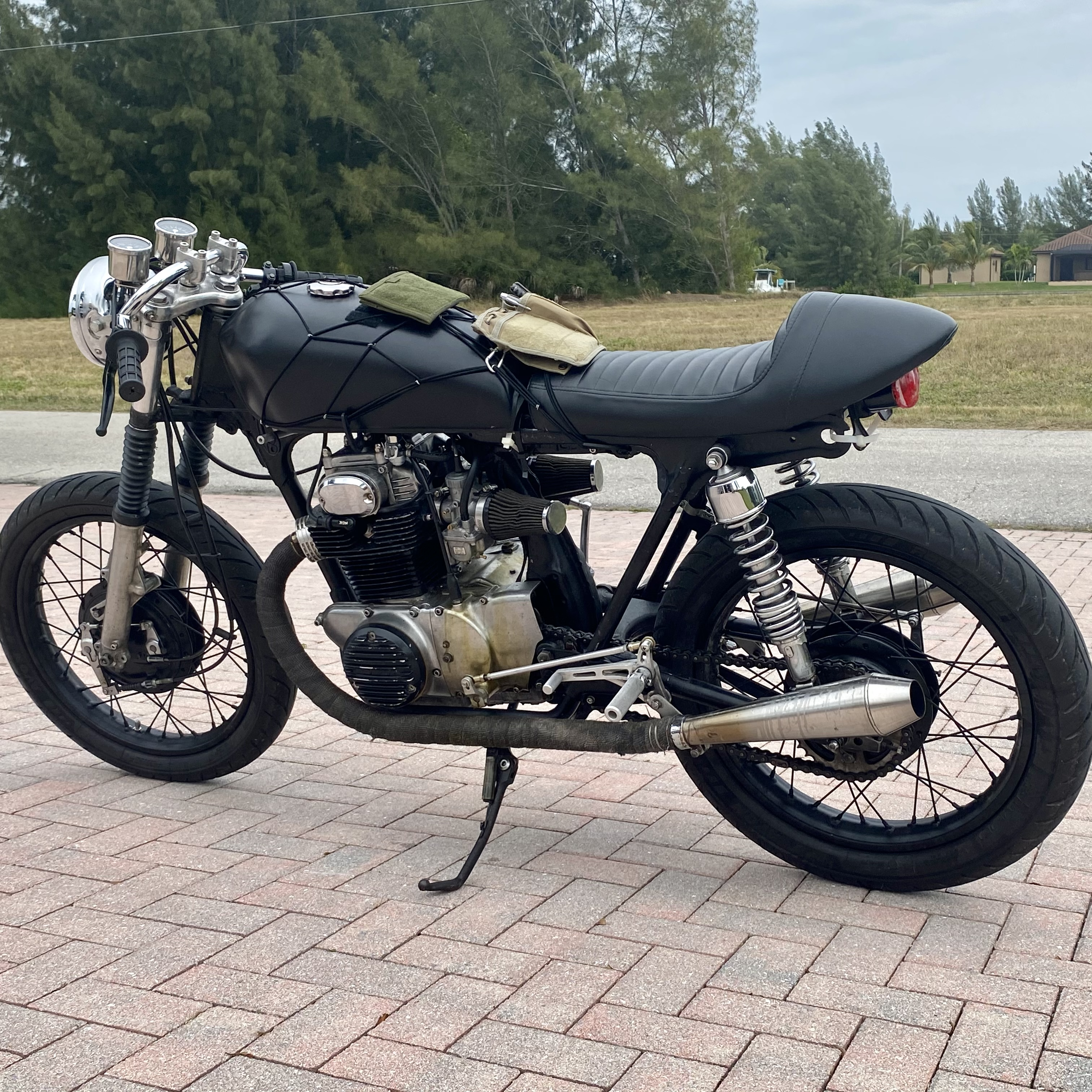
Rat-Racer auf Basis einer Honda CB350 von 1972

Als ironisierende Gegenbewegung zur kommerziellen Vermarktung der ursprünglichen Do-it-yourself-Bewegung werden seit einigen Jahren neben älteren Mittelklassebikes der 1970er und 1980er Jahre auch wieder Alltags- und Behördenmotorräder beispielsweise der Marken MZ oder BMW späterer Baujahre zu preisgünstigen Rat-Racern für straßen- und breitensportliche Einsatzzwecke umgebaut. Als legendärer Ratbike-Rennumbau der Sound of Singles-Rennserie gilt das Gollum auf Yamaha-SR500-Basis. Aber auch dieser subkulturelle Retro-Trend wurde von Marketingstrategen diverser Motorradhersteller wie Mash schon wieder zu Retro-Fertigprodukten "verarbeitet".

## Aktuelle Serienmodelle

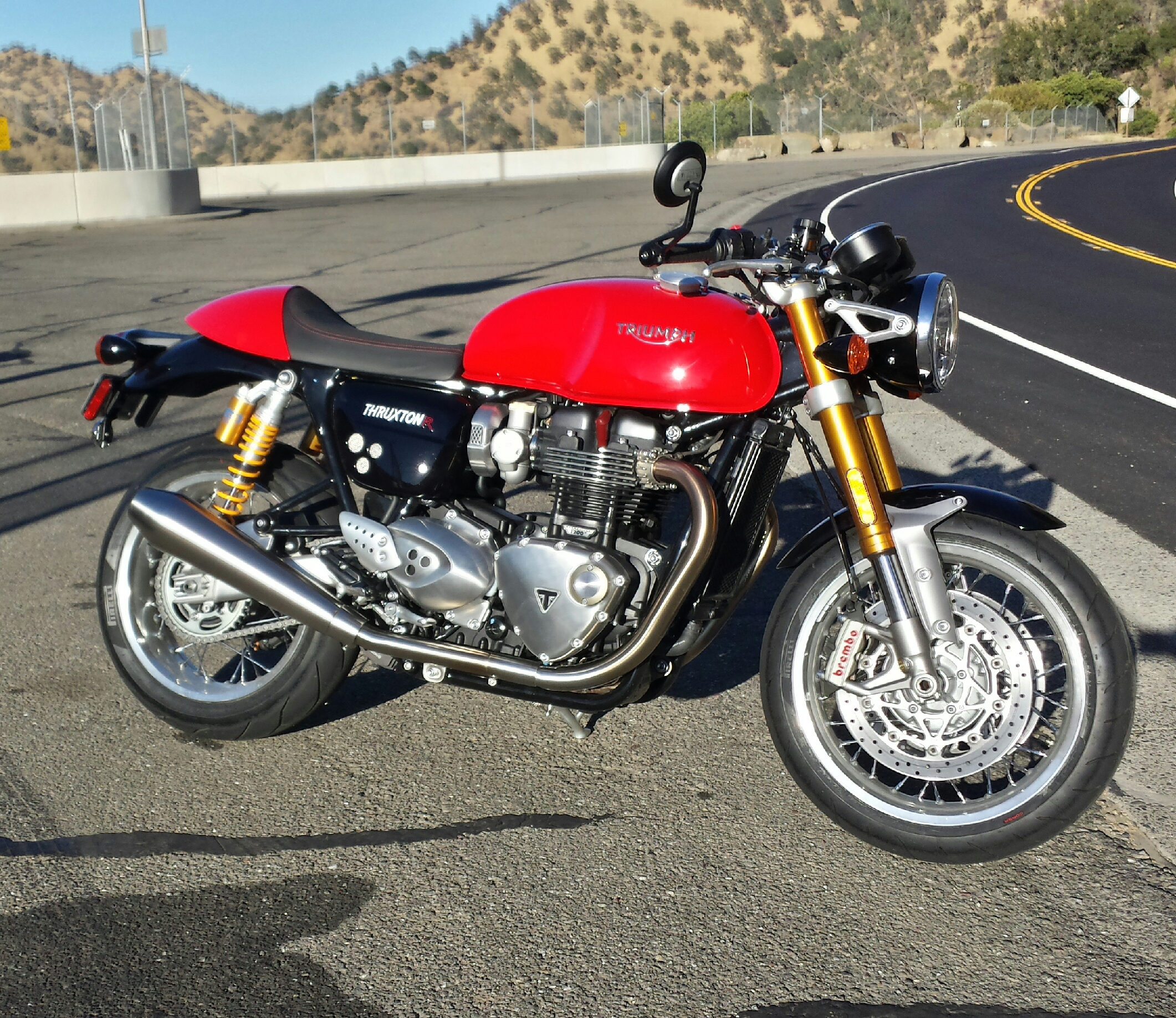
Retro-Café-Racer als zeitgenössisches Fertigprodukt: Triumph Thruxton R (2016)

Ab Anfang des 21. Jahrhunderts entwickelte sich Café Racer, ähnlich wie Bobber oder Scrambler, zu einem zentralen, fast schon inflationären Marketingbegriff im Retro-Megatrend des internationalen Motorradbaus. Epigonale Kommerzialisierungen manieristischer Retrowellen der Rocker- und Café-Racer-Subkultur durch die Motorradindustrie finden sich heute wesentlich zahlreicher als noch in den 1980er Jahren:
- Seit 2004 bietet Triumph mit der Thruxton einen serienmäßigen Café Racer in seiner Classic-Modellpalette an. 2016 ersetzte die Thruxton R das vorige Modell, die 2020 wiederum durch die Thruxton RS abgelöst wurde.
- Von 2005 bis 2016 bot der italienische Motorradhersteller Benelli verschiedene TNT-Modelle (Tornado Naked Tre) mit „Cafe Racer“-Bezeichnung an.
- Ab 2010 wird von Norton Motorcycles die Commando 961 Cafe Racer gebaut.
- 2011 wurde von Moto Guzzi mit der V7 Racer ein eigener Retro-Café-Racer auf den Markt gebracht.[12]
- Der deutsche Customizer Thunderbike wurde 2012 mit seinem Modell PainTTless, das einige Café-Racer-Merkmale aufweist, Weltmeister im Custombikebau.[13]
- Seit Ende 2013 bietet Royal Enfield die Continental GT mit Einzylinder-Motor an.[14] 2018 kam der gleichnamige Nachfolger aus der neuentwickelten Zweizylinder-Modellreihe Royal Enfield 650.
- BMW ließ 2013 vom amerikanischen Designer Roland Sands einen Café Racer namens Concept 90 entwickeln, der zum Serienmodell BMW R nineT weiterentwickelt wurde und seit 2014 angeboten wird.
- Seit 2017 bietet Ducati die Scrambler Cafe Racer an.
- Husqvarna bietet seit 2018 mit der Vitpilen-Serie mit 400 bzw. 700 cm³ Hubraum moderne Café Racer an.[15]
- Honda bietet in seiner Neo-Sports-Café-Reihe seit 2019 Naked Bikes im Café-Racer-Design an. Es gibt Modelle mit 125, 300, 650 und 1000 cm³[16]

Eine elektrisch betriebene Neuinterpretation des Café-Racer-Konzepts bietet seit 2017 der australische Hersteller Vmoto mit seinem Modell „SuperSoco TC“ an. Das Elektrozweirad im Retrodesign ist allerdings nur äußerlich ein Motorrad; die Leistungsdaten sind (zumindest für den europäischen Markt) auf Kleinkraftrad-Niveau gedrosselt.
Der britische Automobilhersteller David Brown Automotive bietet seit 2017 den Mini Remastered als auf 25 Exemplare limitiertes Sondermodell „Inspired by Café Racers“ an.

## Filme
- Der Wilde (The Wild One, USA 1953), Darsteller: Marlon Brando
- Sie sind verdammt (These Are the Damned, GB 1963), Regie: Joseph Losey, Darsteller: Oliver Reed
- Die Lederjungen (The Leather Boys, GB 1964)
- Rocker (D 1972) von Klaus Lemke